# Johann Gottlieb Eichler
Johann Gottlieb Eichler (* 7. April 1808 in Trebnitz; † 9. November 1889 ebenda) war ein deutscher Gutsbesitzer und Politiker.

## Leben
Eichler war der Sohn von Johann Gottfried Eichler aus Trebnitz und dessen Ehefrau Johanne Sophie geborene Lippold aus Großfalke. Er war evangelisch-lutherischer Konfession und heiratete in erster Ehe Johanne Christiane (* 15. Februar 1808; † 11. Oktober 1847 in Trebnitz). Am 7. Mai 1848 heiratete er in zweiter Ehe in Trebnitz Emilie Ernestine Vogel (* 5. Juli 1824 in Schwaara; † 9. Dezember 1852 in Trebnitz), die Tochter des Gutsbesitzers Johann Heinrich Vogel in Schwarza. In dritter Ehe heiratete er am 12. Juni 1853 in Trebnitz Ernestine Pauline Gehrhardt (* 15. Juli 1827 in Schwaara; † 19. Dezember 1905 in Trebnitz), die Tochter des Christian Heinrich Gehrhardt in Schwaara.
Eichler war Gutsbesitzer und zeitweise auch Gastwirt in Trebnitz. 1847 wurde er Schulvorstand und 1869 Bürgermeister in Trebnitz.
Vom 2. Oktober 1848 bis zum 21. Dezember 1849 war er Abgeordneter im Landtag Reuß jüngerer Linie.